# North Miami Beach Challenger
Il North Miami Beach Challenger è stato un torneo professionistico di tennis giocato su campi in cemento. Faceva parte dell'ATP Challenger Series. Si è giocata una sola edizione, a North Miami Beach negli Stati Uniti.

## Albo d'oro

### Singolare
| Anno | Campione     | Finalista   | Punteggio     |
| ---- | ------------ | ----------- | ------------- |
| 2002 | Vince Spadea | Ota Fukárek | 4–6, 6–1, 6–4 |

### Doppio
| Anno | Campioni                  | Finalisti              | Punteggio        |
| ---- | ------------------------- | ---------------------- | ---------------- |
| 2002 | Eric Nunez Graydon Oliver | Ota Fukárek Jim Thomas | 3–6, 7–6(5), 7–5 |